# Citioica
Genre
Citioica est un genre de lépidoptères (papillons) de la famille des Saturniidae et de la sous-famille des Ceratocampinae. Les espèces de ce genre vivent en Amérique centrale et du Sud.

## Liste des espèces
Selon Catalogue of Life (17 janvier 2023) :
- Citioica anthonilis Boisduval, 1854
- Citioica guayensis Brechlin & Meister, 2011
- Citioica homoea Rothschild, 1907	accepted
- Citioica rubrocanescens Brechlin & Meister, 2011

Selon NCBI (17 janvier 2020) :
- Citioica anthonilis (Herrich-Schaffer, 1854)
- Citioica guayensis Brechlin & Meister, 2011
- Citioica rubrocanescens Brechlin & Meister, 2011

Selon Saturniidae world :
- Citioica anthonilis (Herrich-Schaeffer, 1854)
- Citioica homoea (Rothschild, 1907)

## Publication originale
- Travassos & Noronha, 1965 : « Adelocephalidae da coleção do Instituto Oswaldo Cruz organizada por Lauro Travassos. I Lepidoptera ». Atas da Sociedade de Biologia do Rio de Janeiro, vol. 9, no 4, p. 35-38.